# Ла Серра
Ла Серра (італ. La Serra) — село (італ. curazia) в республіці Сан-Марино. Адміністративно належить до муніципалітету Аккуавіва.